# Виснівка
Виснівка, Вишнівка — потік в Україні, у Рожнятівському районі Івано-Франківської області. Права притока Лімниці, (басейн Дністра).

## Опис
Довжина потоку приблизно 7,06 км, найкоротша відстань між витоком і гирлом — 5 км, коефіцієнт звивистості потоку — 1,41 . Формується багатьма безіменним струмками.

## Розташування
Бере початок у селі Камінь. Спочатку тече на північний захід, потім на північний схід через село Берлоги і впадає у річку Лімницю, праву притоку Дністра.

## Цікавий факт
- У селі Камінь від витоку потоку на відстані 1,08 км проходить автошлях Т 0901.
- Між селами Камінь та Берлоги на правому березі потоку розташовані урочища Іванчиків Ліс та Адамівка[2].